# Kris Boyd
Kris Boyd (* 18. srpna 1983, Irvine) je bývalý skotský fotbalista. 5× se stal králem střelců skotské ligy.

## Hráčská kariéra
Kris Boyd hrál jako útočník za Kilmarnock FC, Rangers FC, Middlesbrough FC, Nottingham Forest FC, Eskişehirspor a Portland Timbers.
Za Skotsko hrál 18 zápasů a dal 7 gólů.

## Úspěchy
Rangers
- Skotská liga: 2008–09, 2009–10
- Skotský pohár: 2007–08, 2008–09
- Skotský ligový pohár: 2007–08, 2009–10

Individuální
- Král střelců skotské ligy: 2005–06, 2006–07, 2008–09, 2009–10, 2017–18